# Kantor Stary
Kantor Stary este o arie protejată (sit de importanță comunitară — SCI) din Polonia întinsă pe o suprafață de 95,59 ha, integral pe uscat.

## Localizare
Centrul sitului Kantor Stary este situat la coordonatele 52°21′28″N 22°05′21″E / 52.3578°N 22.0893°E.

## Înființare
Situl Kantor Stary a fost declarat sit de importanță comunitară în aprilie 2004 pentru a proteja un număr necunoscut de specii din flora spontană și fauna sălbatică aflate în arealul zonei.

## Biodiversitate
Situată în ecoregiunea continentală, aria protejată conține 2 habitate naturale: Păduri de stejar și carpen Galio-Carpinetum, Păduri mixte riverane de Quercus robur, Ulmus laevis și Ulmus minor, Fraxinus excelsior sau Fraxinus angustifolia, de-a lungul marilor râuri (Ulmenion minoris).
La baza desemnării sitului se află un număr nedeclarat de specii protejate.